# Црвено море
Црвено море (арап. أَلْبَحْر الْأَحْمَر Ел Бахр ел Ахмар; хебр. הים האדום Јам Суф) је залив на северу Индијског океана између Африке и Азије. На северној ивици мора се налази Суецки канал, полуострво Синај и Акабски залив. Јужни руб мора чини Баб ел Мандеб који га дели од Аденског залива. Море је око 2.250 km (1.400 mi) дугачко, а максимална ширина је 355 km (221 mi). Максимална дубина морског дна је 3.040 m (9.970 ft), а просечна дубина је 490 m (1.610 ft). Површина мора је 438,000 km2 (169,113 sq mi). Средња дубина мора износи 437 m, а салинитет 37–42‰.

## Опсег
Међународна хидрографска организација дефинише границе Црвеног мора на следећи начин:

На северу. Јужне границе Суецког залива [Линија која иде од Рас Мухамеда (27°43'N) до јужне тачке острва Шадван (34°02'E) и одатле у правцу запада на паралели (27°27'N) до обала Африке] и Акаба [линија која иде од Рас ел Фасма југозападно до острва Рекин (27° 57′ N 34° 36′ E / 27.950° С; 34.600° И) преко острва Тиран до његове југозападне тачке и одатле на запад на паралели (27°54'N) до обале Синајског полуострва].
На југу. Линија која спаја Хусн Мурад (12° 40′ N 43° 30′ E / 12.667° С; 43.500° И) и Рас Шијан (12° 29′ N 43° 20′ E / 12.483° С; 43.333° И).

## Ексклузивна економска зона
Ексклузивне економске зоне у Црвеном мору:
| Број   | Држава            | Област (km²) |
| ------ | ----------------- | ------------ |
| 1      | Саудијска Арабија | 186.392      |
| 2      | Судан             | 92.513       |
| 3      | Египат            | 91.279       |
| 4      | Еритреја          | 78.383       |
| 5      | Јемен             | 35.861       |
| 6      | Џибути            | 7.037        |
| Укупно | Црвено море       | 438.000      |

Напомена: Бир Тавил је споран између Судана и Египта, и присвајају га обе стране.

## Државе са којима се граничи
- Северна обала:
  -  Египат
  -  Израел
  -  Јордан
- Западна обала:
  -  Судан
  -  Египат
- Источна обала:
  -  Саудијска Арабија
  -  Јемен
- Јужна обала:
  -  Џибути
  -  Еритреја

## Градови и насеља
Списак градова и насеља на обали Црвеног мора: Асаб عصب, Масава مصوع, Хала'иб حلايب, Марса Аламمرسى علم, Порт Судан بورت سودان, Порт Сафага ميناء سفاجا, Хургада الغردقة, Ел Сувејс السويس, Шарм ел Шеик شرم الشيخ, Дахабدهب, Еилат אילת, Акаба العقبة, Џедаجدة, Ал Худајах الحديدة.

## Црвено море у Библији
У Старом завету јеврејска реч преведена као ‘Црвено море’ обично се сматра да значи ‘Рогозно’ или ‘Мочварно море’; до промене у терминологији дошло је још у Септуагинти (LXX) или Вулгати, али не постоји никакво задовољавајуће објашњење. У неким случајевима чини се да се тај назив односи на Суецки залив (нпр, 2 Мој 10,19), а у другим на Акабски залив (нпр, 1 цар 9,26). Међутим, употреба овог назива да би се означило место где су Израелци прешли преко мора што је забележено у Мој 14 и 15, била је често повод расправа. Неки старији научници сматрају да се овде мислило или на Суецки или на Акабски залив; однедавно многи критичари сматрају да се излазак догодио у северном делу, можда у источној области Делте Нила, или на јужном продужетку данашњег језера Мензалех, једној лагуни близу Средоземног мора. Иако су постојале многе теорије где се прелазак догодио, археолошка истраживања у вези са преласком Израелаца преко Црвеног мора су показала да се прелазак догодио у Акабском заливу од полуострва Нувиба (Нуеба) до данашње Саудијске Арабије. Прелазак Црвеног мора означио је крај израелског ропства у Египту, те се стога сматра прекретницом у њиховој судбини (нпр, Пс 66,6; 78,53; 114,3). У Новом завету (1 Кор 10,2) сматра се прасликом хришћанског крштења.

## Океанографија
Црвено море је између сушне земље, пустиње и полупустиње. Системи гребена су боље развијени дуж Црвеног мора углавном због његових већих дубина и ефикасног обрасца циркулације воде. Вода Црвеног мора масовно размењује воду са Арабијским морем, Индијским океаном преко Аденског залива. Ови физички фактори смањују ефекат високог салинитета изазваног испаравањем на северу и релативно топлом водом на југу.
Падавине изнад Црвеног мора и његових обала су изузетно ниске, у просеку 60 mm (2,36 in) годишње. Киша је углавном краткотрајна, често са грмљавином, а повремено и са олујама прашине. Недостатак падавина и недостатак већег извора свеже воде у Црвеном мору доводе до прекомерног испаравања од чак 2.050 mm (81 in) годишње и високог салинитета са минималним сезонским варијацијама. Недавна подводна експедиција на обалу Црвеног мора из Судана и Еритреје измерила је температуру површинске воде 28 °C (82 °F) зими и до 34 °C (93 °F) лети, али упркос тој екстремној врућини, корал је био здрав са много рибљег живота са врло мало знакова избељивања корала, са само 9% заражених Thalassomonas loyana, агенсом 'беле куге'. Favia favus корал тамо има вирус, BA3, који убија T. loyana. Научници истражују јединствена својства ових корала и њихових комензалних алги како би видели да ли се могу користити за спасавање избељених корала на другим местима.

### Салинитет
Црвено море је једно од најсланијих водених површина на свету, захваљујући великом испаравању и малој количини падавина; у море се не уливају значајне реке или потоци, а његова јужна веза са Аденским заливом, рукавцем Индијског океана, је уска. Његов салинитет се креће између ~36 ‰ у јужном делу и 41 ‰ у северном делу око Суецког залива, са просеком од 40 ‰. (Просечан салинитет за светску морску воду је ~35 ‰ на скали практичног салинитета, или PSU; то значи 3,5% стварних растворених соли).

## Геологија
Црвено море је настало тако што се Арабијско полуострво одвојило од Афричког рога кретањем рифта Црвеног мора. Ово раздвајање је почело у еоцену и убрзало се током олигоцена. Море се и даље шири (2005. године, након тронедељног периода тектонске активности, нарасло је за 8 m), и сматра се да ће временом постати океан (као што је предложено у моделу Џона Тузоа Вилсона). Године 1949, истраживање дубоких вода је показало аномално вруће слане воде у централном делу Црвеног мора. Каснији радови 1960-их потврдили су присуство врућих, 60 °C (140 °F), сланих сланих раствора и повезаног металосног муља. Врући раствори су долазили из активног расцепа подморског дна. Језеро Асал у Џибутију је квалификовано као експериментално место за проучавање еволуције дубоких врућих сланих вода Црвеног мора. Посматрајући састав изотопа стронцијума у сланој води Црвеног мора, могуће је закључити како су ове слане воде које се налазе на дну Црвеног мора могле еволуирати на сличан начин као језеро Асал, што идеално представља њихов композициони екстрем. Висок салинитет вода није био подесан за живе организме.
Бројна вулканска острва уздижу се из средишта мора. Већина је у стању мировања. Међутим, 2007. године острво Џабал ел-Тајр у мореузу Баб ел Мандеб снажно је еруптирало. Два нова острва формирана су 2011. и 2013. у архипелагу Зубајр, малом ланцу острва у власништву Јемена. Прво острво, острво Шолан, појавило се у ерупцији у децембру 2011. године, друго острво, Џадид, изронило је у септембру 2013. године.

### Нафтна поља
Поље Дурвара 2 откривено је 1963. године, док су поља Суакин 1 и поље Башајер 1А откривена 1976. године, на египатској страни Црвеног мора. Поље Баркан откривено је 1969. године, а Мидијанско поље 1992. године, оба у басену Мидијана на саудијској страни Црвеног мора. Формација Макна средњег миоцена дебљине 20 метара је стена са извором нафте у басену. Нафта се јавља у близини острва Фарасан, архипелага Дахлак, дуж обале Еритреје и у југоисточном Црвеном мору дуж обала Саудијске Арабије и Јемена.